# 諸青来
諸 青来（しょ せいらい）は、中華民国の政治家。南京国民政府（汪兆銘政権）の要人。名は翔だが、号の青来で知られる。祖籍は浙江省紹興市。

## 事績
清末に日本に留学し、商工や経済を学んだ。帰国後は、清朝の農商部・財政部に任官する。後に、上海で神州大学を創設し、総務長となる。また、雑誌『銀行周報』編輯となり、上海大夏大学・持志大学・光華大学・中国公学で教授をつとめた。1934年（民国23年）、中国国家社会党に加入する。1937年（民国26年）の日中戦争（抗日戦争）勃発後は、上海の雑誌『新学識』において、国共合作反対の主張を展開した。
汪兆銘（汪精衛）による親日政権樹立工作に諸青来も参加し、1940年（民国29年）3月20日から開催された中央政治会議に、李祖虞と共に中国国家社会党代表として出席した。同月30日、南京国民政府（汪兆銘政権）が成立すると、諸は交通部部長に任命され、中央政治委員会指定委員も兼任した。翌1941年（民国30年）8月、全国経済委員会常務委員兼水利委員会委員長となる。1943年（民国31年）8月、立法院副院長に任命された。
南京国民政府瓦解後に、諸青来は日本へ亡命した。しかし窮迫し、面識があった岩井英一（元上海総領事）を頼ろうとするも拒絶されている。その後、岩井の手配により、諸は神戸港から再び密出国せざるを得なかった。最終的な行方は不明である。

## 注
1. ↑  安藤編訳(1941)、262-265頁。
2. ↑  国民政府令、民国29年3月30日（『国民政府公報』（南京）第1号、民国29年4月1日、国民政府文官処印刷局、9頁）。
3. ↑  『国際月報』第23号、昭和17年11月号、130-131頁付表。
4. ↑  正確な時期は不明だが、中国人対日協力者の亡命に関する岩井、253頁及び関、164頁の記述に照らし合わせると、早くても1950年頃と見られる。
5. ↑  岩井、253頁。